# Westtorens van de Sint-Pieterskerk

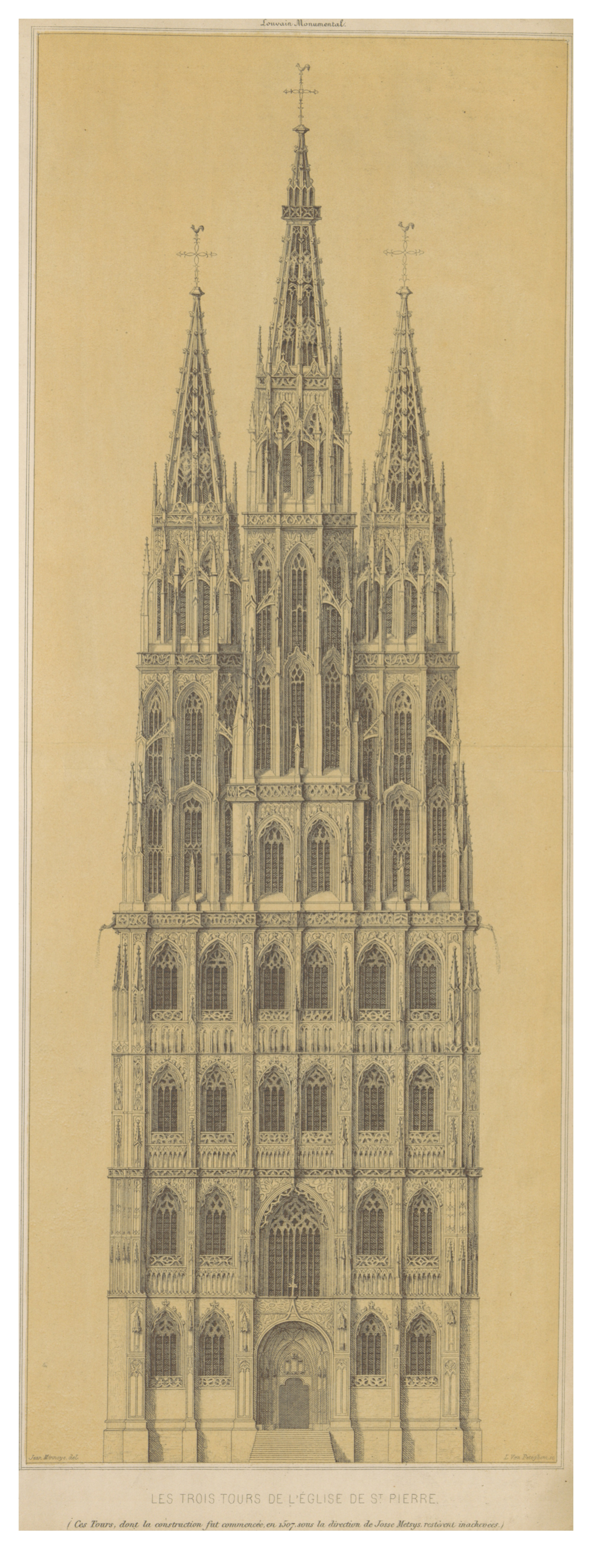
Ontwerp westtorens (naar Joost Metsys, 1505)

Het westwerk van de Sint-Pieterskerk is een gotisch westwerk uit de zestiende eeuw, dat onderdeel is van de Sint-Pieterskerk te Leuven. Hoewel er nog tot in de zeventiende eeuw aan is gebouwd, bleef het onvoltooid. Bijzonder is dat een maquette van het ontwerp bewaard is, gemaakt tussen 1524 en 1530 door Joost Massys en Jan Beyaert. Het toont een driedimensionaal torenontwerp uniek in zijn soort.

## Bouw
De oorspronkelijke romaanse torens waren in 1458 afgebrand. Enkele decennia later, in 1499, werd deze westbouw volledig afgebroken. De bouw van de nieuwe torens startte in 1507. Het bouwproject bleek echter onhaalbaar: in 1541 staakte men de werken. De zuidertoren was toen zo'n vijftig meter hoog en vertoonde stabiliteitsproblemen. Bovendien was er een geldtekort. In 1570 begon de toren in te storten en in 1613 werd het hoogste deel afgebroken tot op de huidige hoogte.

## Maquette
Aan het begin van de zestiende eeuw maakten maquettes hun intrede in de bouwpraktijk. Het merendeel werd uit hout vervaardigd, stenen modellen zoals de maquette van de westtorens van de Sint-Pieterskerk kwamen veel minder voor. In 1524 maakte Joost Massys, meester van de torenwerken, in opdracht van de stadsmagistraat een stenen maquette voor de opstand van de westbouw. Voor de uitvoering ervan deed hij beroep op Jan Beyaert. Diezelfde Joost Massys had twintig jaar eerder reeds een ontwerp voor deze torens uitgetekend. Het wordt bewaard in M Leuven. 
Toen Massys stierf in 1530, was de maquette onafgewerkt. Enkele dagen na zijn dood werd de maquette in het stadhuis opgesteld. Daar stond ze tot de verwoestingen van 1914, waarna ze werd gedemonteerd en verplaatst naar de kelder van het stadhuis. In 1928 begonnen de stad Leuven en de kerkfabriek van Sint-Pieter met de onderhandeling om de maquette over te brengen in het depot in de Sint-Pieterskerk. Pas drie jaar later kwam er schot in de zaak, nadat een artikel in het tijdschrift The Burlington Magazine had geleid tot algemeen protest dat zo'n belangrijk erfgoedstuk ondergewaardeerd werd. De maquette werd gerestaureerd en vanaf 1935 was ze te bezichtigen in de Sint-Pieterskerk.

## Voetnoten
1. ↑  Ontwerp torenfront Sint-Pieterskerk van Leuven, M Leuven
2. 1 2  'Maquette van de westtorens van de Sint-Pieterskerk', Erfgoedplus (https://www.erfgoedplus.be/details/24062A51.priref.3824)